# Grand Prix Formule 1 van de Verenigde Staten 2019
De Grand Prix Formule 1 van de Verenigde Staten 2019 werd verreden op 3 november op het Circuit of the Americas. Het was de negentiende race van het kampioenschap.
Lewis Hamilton behaalde voor de zesde keer het wereldkampioen bij de coureurs.

## Vrije trainingen
- Er wordt enkel de top-5 weergegeven.

| Vrije training 1 | Pos | No | Coureur          | Constructeur     | Tijd     |
| ---------------- | --- | -- | ---------------- | ---------------- | -------- |
| Vrije training 1 | 1   | 33 | Max Verstappen   | Red Bull-Honda   | 1:34.057 |
| Vrije training 1 | 2   | 5  | Sebastian Vettel | Ferrari          | 1:34.226 |
| Vrije training 1 | 3   | 23 | Alexander Albon  | Red Bull-Honda   | 1:34.316 |
| Vrije training 1 | 4   | 10 | Pierre Gasly     | Toro Rosso-Honda | 1:35.008 |
| Vrije training 1 | 5   | 3  | Daniel Ricciardo | Renault          | 1:35.263 |
| Vrije training 2 | Pos | No | Coureur          | Constructeur     | Tijd     |
| Vrije training 2 | 1   | 44 | Lewis Hamilton   | Mercedes         | 1:33.232 |
| Vrije training 2 | 2   | 16 | Charles Leclerc  | Ferrari          | 1:33.533 |
| Vrije training 2 | 3   | 33 | Max Verstappen   | Red Bull-Honda   | 1:33.547 |
| Vrije training 2 | 4   | 5  | Sebastian Vettel | Ferrari          | 1:33.890 |
| Vrije training 2 | 5   | 77 | Valtteri Bottas  | Mercedes         | 1:34.045 |
| Vrije training 3 | Pos | No | Coureur          | Constructeur     | Tijd     |
| Vrije training 3 | 1   | 33 | Max Verstappen   | Red Bull-Honda   | 1:33.305 |
| Vrije training 3 | 2   | 5  | Sebastian Vettel | Ferrari          | 1:33.523 |
| Vrije training 3 | 3   | 4  | Lando Norris     | McLaren-Renault  | 1:33.818 |
| Vrije training 3 | 4   | 77 | Valtteri Bottas  | Mercedes         | 1:33.904 |
| Vrije training 3 | 5   | 44 | Lewis Hamilton   | Mercedes         | 1:33.923 |

Testcoureur in vrije training 1:
 Nicholas Latifi (Williams-Mercedes)

## Kwalificatie
Valtteri Bottas behaalde voor Mercedes zijn vijfde pole position van het seizoen. Ferrari-coureur Sebastian Vettel en Red Bull-rijder Max Verstappen reden de tweede en derde snelste tijd, met minder dan een tiende van een seconde achterstand op Bottas. Charles Leclerc werd vierde, voor Mercedes-coureur Lewis Hamilton en Red Bull-coureur Alexander Albon. Het McLaren-duo Carlos Sainz jr. en Lando Norris kwalificeerden zich als zevende en achtste. De top 10 werd afgesloten door Renault-coureur Daniel Ricciardo en Toro Rosso-coureur Pierre Gasly.

### Kwalificatie-uitslag
| Pos                 | No | Coureur            | Constructeur              | Q1       | Q2       | Q3       | Grid |
| ------------------- | -- | ------------------ | ------------------------- | -------- | -------- | -------- | ---- |
| 1                   | 77 | Valtteri Bottas    | Mercedes                  | 1:33.750 | 1:33.160 | 1:32.029 | 1    |
| 2                   | 5  | Sebastian Vettel   | Ferrari                   | 1:33.766 | 1:32.782 | 1:32.041 | 2    |
| 3                   | 33 | Max Verstappen     | Red Bull-Honda            | 1:33.549 | 1:33.120 | 1:32.096 | 3    |
| 4                   | 16 | Charles Leclerc    | Ferrari                   | 1:33.988 | 1:32.760 | 1:32.137 | 4    |
| 5                   | 44 | Lewis Hamilton     | Mercedes                  | 1:33.454 | 1:33.045 | 1:32.321 | 5    |
| 6                   | 23 | Alexander Albon    | Red Bull-Honda            | 1:33.984 | 1:32.898 | 1:32.548 | 6    |
| 7                   | 55 | Carlos Sainz jr.   | McLaren-Renault           | 1:33.916 | 1:33.422 | 1:32.847 | 7    |
| 8                   | 4  | Lando Norris       | McLaren-Renault           | 1:33.353 | 1:33.316 | 1:33.175 | 8    |
| 9                   | 3  | Daniel Ricciardo   | Renault                   | 1:33.835 | 1:33.608 | 1:33.488 | 9    |
| 10                  | 10 | Pierre Gasly       | Toro Rosso-Honda          | 1:33.556 | 1:33.715 | 1:33.601 | 10   |
| 11                  | 27 | Nico Hülkenberg    | Renault                   | 1:34.092 | 1:33.815 |          | 11   |
| 12                  | 20 | Kevin Magnussen    | Haas-Ferrari              | 1:33.812 | 1:33.979 |          | 12   |
| 13                  | 26 | Daniil Kvjat       | Toro Rosso-Honda          | 1:34.138 | 1:33.989 |          | 13   |
| 14                  | 18 | Lance Stroll       | Racing Point-BWT Mercedes | 1:33.921 | 1:34.100 |          | 14   |
| 15                  | 8  | Romain Grosjean    | Haas-Ferrari              | 1:34.161 | 1:34.158 |          | 15   |
| 16                  | 99 | Antonio Giovinazzi | Alfa Romeo-Ferrari        | 1:34.226 |          |          | 16   |
| 17                  | 7  | Kimi Räikkönen     | Alfa Romeo-Ferrari        | 1:34.369 |          |          | 17   |
| 18                  | 63 | George Russell     | Williams-Mercedes         | 1:35.372 |          |          | 18   |
| 19                  | 11 | Sergio Pérez       | Racing Point-BWT Mercedes | 1:35.808 |          |          | Pit  |
| 20                  | 88 | Robert Kubica      | Williams-Mercedes         | 1:35.889 |          |          | 19   |
| 107% tijd: 1:39.887 |    |                    |                           |          |          |          |      |

Notities
1. ↑  Sergio Pérez moet vanuit de pitstraat starten omdat hij in de tweede vrije training niet stopte voor de weegbrug toen hem dat gevraagd werd.

## Wedstrijd
Valtteri Bottas behaalde zijn vierde overwinning van het seizoen door zijn teamgenoot Lewis Hamilton enkele ronden voor het einde van de race in te halen. Hamilton werd desondanks kampioen bij de coureurs. Max Verstappen eindigde op de derde plaats, op slechts acht tienden van een seconde achterstand op Hamilton. Charles Leclerc eindigde als vierde, ruim vijftig seconden achter de winnaar. Alexander Albon moest na een touché met Carlos Sainz jr. in de eerste ronde al vroeg een pitstop maken, maar wist in de race terug te komen tot de vijfde plaats. Daniel Ricciardo en Lando Norris waren in de laatste ronden in een gevecht om de zesde plaats, dat werd gewonnen door Ricciardo. Carlos Sainz jr. werd achtste, voor Renault-coureur Nico Hülkenberg. De top 10 werd afgesloten door Racing Point-coureur Sergio Pérez, die vanuit de pitstraat moest vertrekken en als tiende finishte.

### Race-uitslag
| Pos. | No. | Coureur            | Constructeur              | Rondes | Tijd/Oorzaak uitval | Grid | Punten |
| ---- | --- | ------------------ | ------------------------- | ------ | ------------------- | ---- | ------ |
| 1    | 77  | Valtteri Bottas    | Mercedes                  | 56     | 1:33:55.653         | 1    | 25     |
| 2    | 44  | Lewis Hamilton     | Mercedes                  | 56     | +4.148              | 5    | 18     |
| 3    | 33  | Max Verstappen     | Red Bull-Honda            | 56     | +5.002              | 3    | 15     |
| 4    | 16  | Charles Leclerc    | Ferrari                   | 56     | +52.239             | 4    | 13S    |
| 5    | 23  | Alexander Albon    | Red Bull-Honda            | 56     | +1:18.038           | 6    | 10     |
| 6    | 3   | Daniel Ricciardo   | Renault                   | 56     | +1:30.366           | 9    | 8      |
| 7    | 4   | Lando Norris       | McLaren-Renault           | 56     | +1:30.764           | 8    | 6      |
| 8    | 55  | Carlos Sainz jr.   | McLaren-Renault           | 55     | +1 ronde            | 7    | 4      |
| 9    | 27  | Nico Hülkenberg    | Renault                   | 55     | +1 ronde            | 11   | 2      |
| 10   | 11  | Sergio Pérez       | Racing Point-BWT Mercedes | 55     | +1 ronde            | Pit  | 1      |
| 11   | 7   | Kimi Räikkönen     | Alfa Romeo-Ferrari        | 55     | +1 ronde            | 17   |        |
| 12   | 26  | Daniil Kvjat       | Toro Rosso-Honda          | 55     | +1 ronde            | 13   |        |
| 13   | 18  | Lance Stroll       | Racing Point-BWT Mercedes | 55     | +1 ronde            | 14   |        |
| 14   | 99  | Antonio Giovinazzi | Alfa Romeo-Ferrari        | 55     | +1 ronde            | 16   |        |
| 15   | 8   | Romain Grosjean    | Haas-Ferrari              | 55     | +1 ronde            | 15   |        |
| 16   | 10  | Pierre Gasly       | Toro Rosso-Honda          | 54     | Ophanging           | 10   |        |
| 17   | 63  | George Russell     | Williams-Mercedes         | 54     | +2 ronden           | 18   |        |
| 18   | 20  | Kevin Magnussen    | Haas-Ferrari              | 52     | Remmen              | 12   |        |
| DNF  | 88  | Robert Kubica      | Williams-Mercedes         | 31     | Olielek             | 19   |        |
| DNF  | 5   | Sebastian Vettel   | Ferrari                   | 7      | Ophanging           | 2    |        |

S Charles Leclerc behaalde een extra punt voor het rijden van de snelste ronde.
Notities
1. 1 2  Pierre Gasly en Kevin Magnussen haalden de finish niet, maar werden wel geklasseerd omdat zij meer dan 90% van de raceafstand hadden gereden.

## Tussenstanden wereldkampioenschap
Betreft tussenstanden voor het wereldkampioenschap na afloop van de race. Vetgedrukte tekst betekent dat deze is bevestigd als wereldkampioen.

### Coureurs
| Positie | No. | Rijder           | Team                  | Punten |
| ------- | --- | ---------------- | --------------------- | ------ |
| 01      | 44  | Lewis Hamilton   | Mercedes              | 381    |
| 02      | 77  | Valtteri Bottas  | Mercedes              | 314    |
| 03      | 16  | Charles Leclerc  | Ferrari               | 249    |
| 04      | 33  | Max Verstappen   | Red Bull-Honda        | 235    |
| 05      | 5   | Sebastian Vettel | Ferrari               | 230    |
| 06      | 23  | Alexander Albon  | Red Bull-Honda        | 84     |
| 07      | 55  | Carlos Sainz jr. | McLaren-Renault       | 80     |
| 08      | 10  | Pierre Gasly     | Toro Rosso-Honda      | 77     |
| 09      | 3   | Daniel Ricciardo | Renault               | 46     |
| 10      | 11  | Sergio Pérez     | Racing Point-Mercedes | 44     |

### Constructeurs
| Positie | Team                      | Punten |
| ------- | ------------------------- | ------ |
| 01      | Mercedes                  | 695    |
| 02      | Ferrari                   | 479    |
| 03      | Red Bull-Honda            | 366    |
| 04      | McLaren-Renault           | 121    |
| 05      | Renault                   | 83     |
| 06      | Racing Point-BWT Mercedes | 65     |
| 07      | Toro Rosso-Honda          | 64     |
| 08      | Alfa Romeo-Ferrari        | 35     |
| 09      | Haas-Ferrari              | 28     |
| 10      | Williams-Mercedes         | 1      |